# Readsboro
Readsboro ist eine Town im Bennington County des Bundesstaates Vermont in den Vereinigten Staaten mit 702 Einwohnern (laut Volkszählung von 2020).

## Geografie

### Geografische Lage
Readsboro liegt im Südosten des Bennington Countys an der Grenze zu Massachusetts in den Green Mountains. Durch die Stadt fließt am Ostrand der Deerfield River ausgehend vom nördlich liegenden Harriman Reservoir in das im Süden liegende Shermann Reservoir. In ihn mündet der von Westen kommende West Branch. Die Oberfläche ist hügelig und die höchste Erhebung ist der 948 m hohe Cemetery Peak.

### Nachbargemeinden
Alle Angaben als Luftlinien zwischen den offiziellen Koordinaten der Orte aus der Volkszählung 2010.
- Norden: Searsburg, 12,7 km
- Nordosten: Wilmington, 12,3 km
- Osten: Whitingham, 11,5 km
- Süden: Monroe, Massachusetts, 2,5 km
- Westen: Stamford, 11,6 km
- Nordwesten: Woodford, 12,4 km

### Klima
Die mittlere Durchschnittstemperatur in Readsboro liegt zwischen −7,8 °C (18 °Fahrenheit) im Januar und 18,3 °C (65 °F) im Juli. Damit ist der Ort gegenüber dem langjährigen Mittel der USA um etwa 8 °C kühler, aber knapp 2 °C wärmer als im Vermonter Mittel. Die tägliche Sonnenscheindauer liegt am unteren Rand des Wertespektrums der USA.

## Geschichte
Die heutige Gemeinde Readsboro wurde am 24. April 1770 als Readesborough mit einem New York Patent gegründet. Benannt wurde die Town nach dem Besitzer des Patentes, John Reade. Die Schreibweise der Town variierte seit ihrer Gründung. Eine Schreibweise war Reedsborough. In einigen Aufzeichnungen der Staatlichen Archive wird die Town auch Reedsberry genannt. Es gab für Teile des Gebietes weitere Patente und auch einen New Hampshire Grants, zugunsten von Major Robert Rogers. Die Town wurde jedoch nach dem New York Patent schließlich gegründet.
Das Gebiet West Readsboro wurde im Har 1852 in Heartwellville, zu Ehren von John Hartwell, einem prominenten Bewohner, umbenannt.
Die Hoosac Tunnel and Wilmington Railroad erreichte Readsboro im Jahr 1885. Mehrfach wurde die Streckenführung verändert, da in den Bergen mehrere Staudämme errichtet wurden. Die Strecke wurde durch den Neuengland-Hurrikan von 1927 stark beschädigt und anschließend neu aufgebaut. Als 1971 ein weiterer Staudamm für den Bear-Swamp-Stausee gebaut werden sollte, hätte die Bahnstrecke erneut verlegt werden müssen. Aus Kostengründen wurde die Strecke nicht erneut verlegt und der Betrieb im Jahr 1971 eingestellt.

### Einwohnerentwicklung
| Volkszählungsergebnisse – Town of Readsboro, Vermont | Volkszählungsergebnisse – Town of Readsboro, Vermont | Volkszählungsergebnisse – Town of Readsboro, Vermont | Volkszählungsergebnisse – Town of Readsboro, Vermont | Volkszählungsergebnisse – Town of Readsboro, Vermont | Volkszählungsergebnisse – Town of Readsboro, Vermont | Volkszählungsergebnisse – Town of Readsboro, Vermont | Volkszählungsergebnisse – Town of Readsboro, Vermont | Volkszählungsergebnisse – Town of Readsboro, Vermont | Volkszählungsergebnisse – Town of Readsboro, Vermont | Volkszählungsergebnisse – Town of Readsboro, Vermont |
| Jahr                                                 | 1700                                                 | 1710                                                 | 1720                                                 | 1730                                                 | 1740                                                 | 1750                                                 | 1760                                                 | 1770                                                 | 1780                                                 | 1790                                                 |
| ---------------------------------------------------- | ---------------------------------------------------- | ---------------------------------------------------- | ---------------------------------------------------- | ---------------------------------------------------- | ---------------------------------------------------- | ---------------------------------------------------- | ---------------------------------------------------- | ---------------------------------------------------- | ---------------------------------------------------- | ---------------------------------------------------- |
| Einwohner                                            |                                                      |                                                      |                                                      |                                                      |                                                      |                                                      |                                                      |                                                      |                                                      | 64                                                   |
| Jahr                                                 | 1800                                                 | 1810                                                 | 1820                                                 | 1830                                                 | 1840                                                 | 1850                                                 | 1860                                                 | 1870                                                 | 1880                                                 | 1890                                                 |
| Einwohner                                            | 234                                                  | 410                                                  | 530                                                  | 662                                                  | 767                                                  | 857                                                  | 930                                                  | 828                                                  | 743                                                  | 910                                                  |
| Jahr                                                 | 1900                                                 | 1910                                                 | 1920                                                 | 1930                                                 | 1940                                                 | 1950                                                 | 1960                                                 | 1970                                                 | 1980                                                 | 1990                                                 |
| Einwohner                                            | 1.139                                                | 1.252                                                | 1.173                                                | 1.043                                                | 913                                                  | 847                                                  | 783                                                  | 638                                                  | 638                                                  | 762                                                  |
| Jahr                                                 | 2000                                                 | 2010                                                 | 2020                                                 | 2030                                                 | 2040                                                 | 2050                                                 | 2060                                                 | 2070                                                 | 2080                                                 | 2090                                                 |
| Einwohner                                            | 809                                                  | 763                                                  | 702                                                  |                                                      |                                                      |                                                      |                                                      |                                                      |                                                      |                                                      |

## Wirtschaft und Infrastruktur

### Verkehr
Die Vermont Route 8 führt durch den Nordwesten der Town und verläuft in nordsüdlicher Richtung. Sie verbindet Readsboro mit Searsburg und Stamford. Von ihr zweigt in südöstlicher Richtung die Vermont Route 100 nach Whitingham ab.

### Öffentliche Einrichtungen
In Readsboro sind außer den üblichen städtischen Einrichtungen und der Grundschule keine öffentlichen Einrichtungen angesiedelt. Das nächstgelegene Krankenhaus findet sich in Bennington: das Southwestern Medical Center.

### Bildung
In Readsboro gehört zur Windham Southwest Supervisory Union. In Readsboro befindet sich die Readsboro Central School, sie bietet Schulklassen von Pre-Kindergarten bis zum achten Schuljahr.

## Persönlichkeiten

### Söhne und Töchter der Stadt
- Welcome Chapman (1805–1892), früher Führer der Mormonen

### Persönlichkeiten, die vor Ort gewirkt haben
- Wayne Winterrowd (1941–2010), Gartenbauexperte und Autor